# Vic Saludar
Vic Saludar (* 3. November 1990 in Polomolok, Philippinen, als Victorio Saludar) ist ein philippinischer Boxer im Strohgewicht und aktueller Weltmeister der Organisation World Boxing Organization (WBO).

## Profikarriere
Im Jahre 2013 begann Saludar erfolgreich seine Profikarriere, musste jedoch bereits im dritten Kampf gegen seinen Landsmann Powell Balaba  seine erste Niederlage hinnehmen, er verlor in einem auf sechs Runden angesetzten Kampf vorzeitig in der vierten Runde.
Ende Dezember 2015 trat Saludar gegen den Japaner Kōsei Tanaka um die Weltmeisterschaft des Verbandes World Boxing Association (kurz WBA) an und verlor in der sechsten Runde durch klassischen K.o.
Am 13. Juli im Jahr 2018 traf Saludar auf Ryūya Yamanaka (ebenfalls Japaner). In jenem Kampf ging es um den Weltmeistertitel der WBO. Saludar gewann diesen Kampf in Kōbe, Japan, durch einstimmige Punktrichterentscheidung.